# Mykhaïlo Boïtchouk
Pour les articles homonymes, voir Boïtchouk.
Mykhaïlo Lvovytch Boïtchouk (en ukrainien : Михайло Львович Бойчук, 1882 - 1937) est un peintre ukrainien connu comme le créateur et fer de lance du boïtchoukisme et du monumentalisme ukrainien à travers son école,. Il est considéré comme un représentant de la génération de la Renaissance fusillée.

## Biographie
Mykhaïlo Boïtchouk naît le 30 octobre 1882 à Romanivka (uk), alors en Autriche-Hongrie et aujourd'hui dans l'oblast de Ternopil, en Ukraine.
Il étudie la peinture auprès de Ioulian Pankévytch (en) à Lviv, puis à Cracovie, où il est diplômé de l'Académie des beaux-arts, à Vienne et Munich. Il expose pour la première fois en 1905 à la Galerie Latour de Lviv. Entre 1907 et 1910, Boïtchouk vit à Paris où il fonde en 1909 son propre atelier-école. À cette époque, il travaille avec Félix Vallotton, Paul Sérusier et Maurice Denis qui ont une influence artistique sur lui. En 1910, il présente au Salon des Indépendants une exposition de ses travaux et de ceux de ses étudiants sur la « renaissance de l'art byzantin » que les Français appelleront « Rénovation byzantine » : le groupe d'artistes ukrainiens qui ont étudié et travaillé avec lui était connu sous le nom d'école du monumentalisme ukrainien ou « boïtchoukisme »,. En 1910, Boïtchouk retourne à Lviv où il travaille comme conservateur au Musée national de Lviv. En 1911, il voyage dans l'Empire russe mais, après le début de la Première Guerre mondiale, il y a été interné en tant que citoyen autrichien. Après la guerre, Boïtchouk reste à Kiev.
En 1917, il devient l'un des fondateurs de l'Académie nationale des Beaux-arts et d'Architecture d'Ukraine où il enseigne la fresque et la mosaïque et en devient recteur en 1920. Principale figure du monumentalisme ukrainien avec Ivan Padalka (en) et Vassyl Sedliar depuis 1918, il co-fonde en 1925 l'Association d'art révolutionnaire d'Ukraine (uk),.
À cette époque, il a déjà réalisé un certain nombre d'œuvres monumentales de grande envergure et a formé une école de peintres monumentaux qui a existé jusqu'à sa mort. Cette école a compté des artistes de renom tels que son frère Tymofiy Boïtchouk et Ivan Padalka (en).
En raison des Grandes Purges, l'Association de l'art révolutionnaire d'Ukraine est dissoute, et il est arrêté pour espionnage et activités contre-révolutionnaires en 1936 avec son épouse Sofia Nalepinska-Boïtchouk, également artiste. L'année suivante, ils sont exécutés sur un peloton d'exécution à Kiev : Mykhaïlo le 13 juillet 1937 et Sofia le 11 décembre 1937,.

## Œuvres
Beaucoup d'œuvres de Boïtchouk, principalement des fresques et des mosaïques, ont été détruites après son exécution. Même ses peintures, qui étaient conservées dans les musées de Lviv, ont été détruites après la Seconde Guerre mondiale. Certaines de ses œuvres sont conservées au musée national d'art d'Ukraine.
Les principaux projets réalisés ou coordonnés par Boïtchouk et son école — qui comprenait son frère Tymofiy Boïtchouk, Ivan Padalka, Vassyl Sedliar, Sofia Nalepinska-Boïtchouk, Mykola Kasperovytch, Oksana Pavlenko, Antonina Ivanova, Mykola Rokytsky, Kateryna Borodina, Oleksandr Myzine, Kyrylo Hvozdyk, Pavlo Ivantchenko, Serhiy Kolos, Okhrym Kravtchenko, Hryhoriy Dovjenko, Onoufriy Bizioukov, Maria Kotliarevska, Ivan Lypkivsky, Vira Boura-Matsapoura, Yaroslava Mouzyka, Oleksandr Rouban, Olena Sakhnovska, Manouïl Schechtman, Maria Troubetska, Kostiantyn Ieleva et Maria Iounak — sont une contribution importante à l'art ukrainien.
Juste après la révolution d'octobre 1917, Boïtchouk et un groupe d'étudiants ont, sous sa direction, réalisé des fresques pour l'Opéra national d'Ukraine à Kiev (1919), l'opéra-théâtre national Lyssenko de Kharkiv (1921), le pavillon de la RSS d'Ukraine à la première exposition russe d'industrie familiale et d'agriculture à Moscou, et l'Institut coopératif de Kiev (1923). Plus tard, il s'inscrit dans le réalisme socialiste, dont les principales œuvres sont le Sanatorium paysan de l'estuaire de Khadjibeï (1927-28) et le Théâtre dramatique ukrainien de Kharkiv Tchervonozavodskyi (uk) (1933-35).

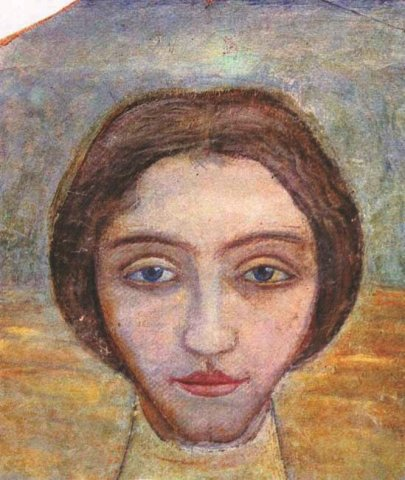
Portrait d'une femme (1909).
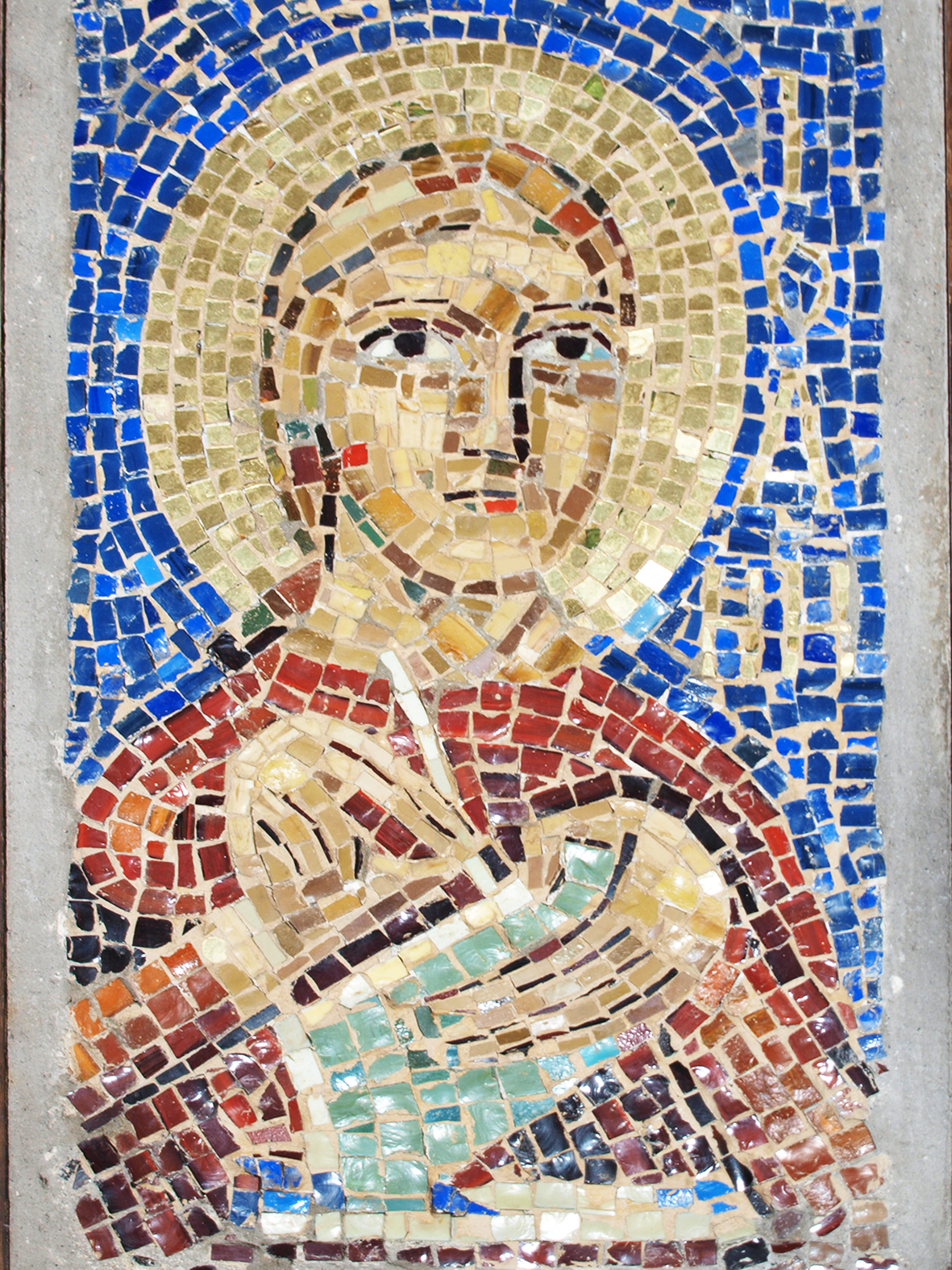
Mosaïque de Saint-Jean (1910).
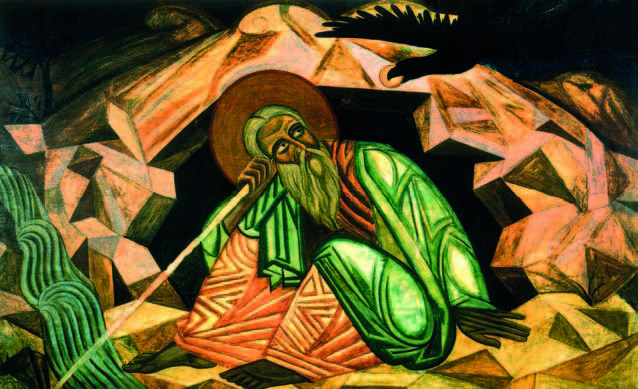
Le Prophète Élie (1913).
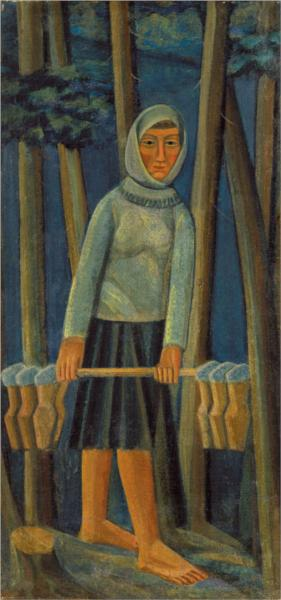
Laitière (1915).
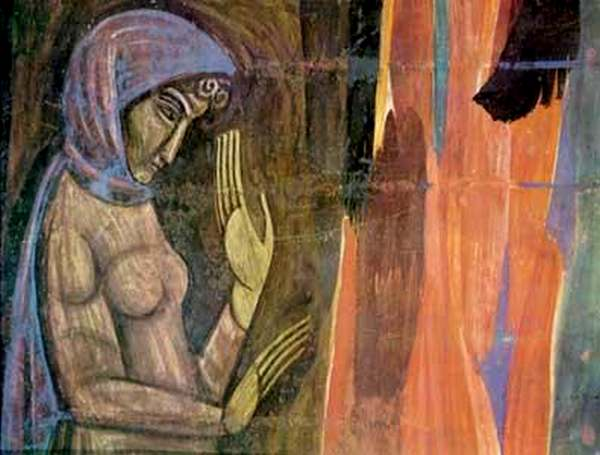
Une fille (c. 1915).